# دارين ستيوارت (لاعب كرة قدم)
دارين ستيوارت (بالإنجليزية: Darren Stewart)‏ (17 مايو 1966 بنيوكاسل في أستراليا - ) هو لاعب كرة قدم أسترالي في مركز الدفاع. شارك مع منتخب أستراليا لكرة القدم. أما مع النوادي، فقد لعب مع باليستيير خالسا وسيدني تايغرز ونادي جوهر درول تقسيم 2 ونادي بلاكتاون سيتي ونيوكاسل بريكرز.

## روابط خارجية
- دارين ستيوارت على موقع قاعدة بيانات كرة القدم.إي يو (الإنجليزية)
- دارين ستيوارت على موقع ناشيونال فوتبول تيمز (الإنجليزية)
- دارين ستيوارت على موقع Soccerway.com (الإنجليزية)
- دارين ستيوارت على موقع عالم كرة القدم.نت (الإنجليزية)